# La Sagrada Família de Sant Antoni de Portmany
La Sagrada Família és una església de formes racionalistes situada al barri de Can Bonet de Sant Antoni de Portmany, a Eivissa. Està dedicada a la Sagrada Família, patrona de les migracions.

## Història
A la dècada de 1960 Can Bonet, Ses Païsses i Can Guillemó fou una zona de destí de famílies nouvingudes d'altres indrets de l'illa en un moment en què Sant Antoni de Portmany vivia uns anys d'expansió turística. El temple es va ampliar amb un solar cedit pel canonge de la Catedral d'Eivissa, Vicent Bonet Ferrer. El bisbe Josep Gea Escolana va posar la primera pedra el 31 de maig de 1986 i la va inaugurar el 21 de setembre d'aquell any.
Durant trenta anys l'església es va mantenir sense modificacions. Partint d'un projecte del 1983 de l'arquitecte eivissenc Josep Antoni Zornoza Tur, es va remodelar entre 2013 i 2015 amb la participació de Rafael Capitán de l'empresa Rafal i Cardonet SA amb un pressupost de 600.000 euros.

## Descripció
És un edifici on predomina el color blanc i la llum. Dins l'església hi ha una imatge de la Sagrada Família procedent de l'església de Sant Antoni Abad i una de la Mare de Déu de la Puríssima Concepció, que és una donació. Amb la remodelació l'església va passar a de tenir una capacitat per 50 persones a poder acollir 500 feligresos amb la construcció d'una gran nau. El temple té una superfície construïda de 454 metres quadrats.